# Transaevum laudatum
Transaevum laudatum is een rechtvleugelig insect uit de familie Anostostomatidae. De wetenschappelijke naam van deze soort is voor het eerst geldig gepubliceerd in 1997 door Johns.